# 700 Wschodni Pułk Specjalnego Przeznaczenia
700 Wschodni Pułk Specjalnego Przeznaczenia (ros. 700-й восточный полк особого назначения) – kolaboracyjny oddział wojskowy Wehrmachtu złożony z Rosjan podczas II wojny światowej.
Pułk został utworzony w maju 1943 r. na bazie Rosyjskiej Narodowej Armii Ludowej (RNNA), kiedy po serii ucieczek żołnierzy na stronę partyzantów rozformowano rosyjski sztab jednostki pod dowództwem ppłk. Rudolfa F. Rila, zastępując go niemieckim sztabem, na czele którego stanął płk Karetti. Żołnierze zmienili dotychczasowe mundury Armii Czerwonej na mundury niemieckie. Pułk prowadził działania antypartyzanckie w rejonie Szkłowa i Mohylewa. Pod koniec 1943 r. został przeniesiony do okupowanej Francji. Kiedy w poł. 1944 r. wojska niemieckie wycofywały się do Niemiec, płk Karetii porzucił pułk, zaś dowództwo przejął mjr A. M. Boczarow. Pułk stanął w twierdzy Lorient, gdzie - okrążony wespół z oddziałami niemieckimi przez wojska alianckie - prowadził działania obronne do końca wojny.